# ОШ „Професор др Недељко Кошанин” Девићи
ОШ „Професор др Недељко Кошанин” је основна школа која се налази у насељу Девићи, општина Ивањица. Основана је 20. септембра 1969. године, а поред матичне наставу изводи у више издвојених одељења широм општине.

## Опште информације
Основана је одлуком Народног одбора тадашње опшине Девићи . Уписана је у судски регистар код Привредног суда у Ужицу од 1997. године. У регистру основних школа код Министарства просвете и науке Републике Србије уписана је 2003. године. Школа је  удаљена је од општинског центра у Ивањици 36 километара. Поред матичне зграде настава се изводи у издвојеним одељенима Вељовићи, Придворица, Остатија, Брусник, Старо село и Средња река.
Школа поседује 11 школских зграда, од тога 3 у матичној школи у Девићима (школска зграда, школска кухиња и радионица која се налази у просторијама омладинског дома у Девићима) Укупна површина школског простора износи 2851m2. Школа поседује и осам наменских станова за раднике школе.
Носи име по Недељку Колашину, српском биологу, универзитетском професору и академику Српске краљевске академије.

## Историјат
Матична школа Девићи као осмогодишња школа почела је са радом 1957. године, а настава у садашњој згради почела је у новембру 1958. године.
Издвојено одељење Вељовићи почело је са радом у априлу 1957. године, издвојено одељење Придворица 15. септембра 1953. године, а школска зграда изграђена је 1875. године. Издвојено одељење Остатија почело је са радом 1922. године, а настава у данашњој згради одвија се од 1961. године.
Издвојено одељење Брусник почело је са радом 1939. године, а настава у садашњој згради одбија се од 1955. Школа има две специјализоване учионице површине од по 482, кухиња са трпезаријом површине 105 2 и магацин површине 12m2. Постоји и асвалтирано рукометно игралиште.
Издвојено одељење Старо Село почело је са радом 1937. године, а издвојено одељење Средња река 1911. године.